# Gledson
Gledson da Silva Menezes, noto semplicemente come Gledson (Felipe Guerra, 4 settembre 1979), è un ex calciatore brasiliano, di ruolo difensore.